# Abdullah Hashem
Abdullah Hashem Aba Al-Sadiq (em árabe: عبدالله هاشم أبا الصادق; nascido em 27 de julho de 1983), também comumente conhecido como Abdullah Hashem, é um líder religioso egípcio-americano e fundador da Religião Ahmadi de Paz e Luz (AROPL). Os adeptos da religião acreditam que ele seja o Qa'im da família de Muhammad e o segundo dos doze Mahdis nomeados no testamento do profeta islâmico Muhammad. Em seu canal no YouTube, "The Mahdi has appeared", ele também afirma ser o sucessor de Jesus Cristo, Simão Pedro, Maomé, Mahdi e o verdadeiro e único papa legítimo.

## Primeiros anos
Abdullah Hashem nasceu de pai egípcio e mãe americana.
Em 2005, Abdullah Hashem e Joseph McGowen participaram e filmaram um seminário raeliano em Las Vegas, alegando que estavam fazendo um filme estudantil. Eles então usaram as imagens como base para um documentário, que apresentaram como uma exposição do grupo.

## Líder religioso
Abdullah Hashem afirma ser seguidor de Ahmed al-Hasan.
Em 2015, Abdullah Hashem anunciou que era o Qa'im Al Muhammad ("Segundo Mahdi"), sucedendo Ahmed al-Hasan, a quem ele considerava o al-Yamani ("Primeiro Mahdi"). Abdullah Hashem então fundou a Religião Ahmadi de Paz e Luz.

## Vida pessoal
Abdullah Hashem é casado com Norhan Alquersh desde 2012. Eles têm quatro filhos.

## Publicações
Em 2022, Abdullah Hashem publicou The Goal of the Wise, o evangelho oficial da religião (em árabe: غاية الحكيم). O livro, com 40 "portas" ou capítulos, foi traduzido para o árabe, urdu, espanhol, francês, alemão, turco, azerbaijano e persa.
- Hashem, Abdullah (2022). The Goal of the Wise: The Gospel of the Riser of the family of Mohammed Abdullah Hashem Aba Al-Sadiq. [S.l.: s.n.] ISBN 978-1-7392629-0-7
- Hashem, Abdullah (2024). The Mahdi's Manifesto. [S.l.: s.n.]
- Hashem, Abdullah (2025). The Divine Jurisprudence. [S.l.: s.n.]